# Pomer (Medulin)

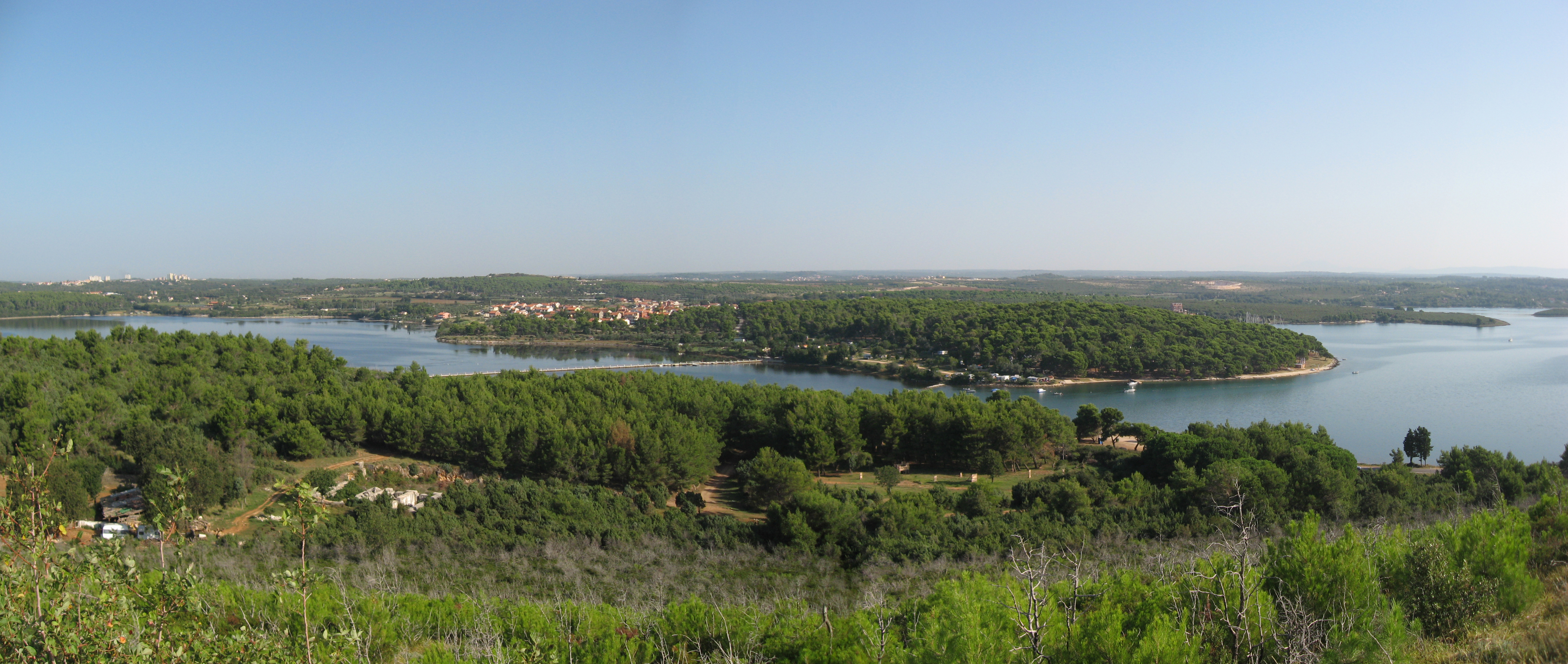
Látás délkelet felől az öböl túloldaláról Pomerre

Pomer falu Horvátországban, Isztria megyében. Közigazgatásilag Medulinhoz tartozik.

## Fekvése
Az Isztriai-félsziget déli csücskén, Póla központjától 7 km-re délkeletre, községközpontjától 3 km-re nyugatra az azonos nevű öböl partján a Banjole – Medulin út mellett fekszik. Területén autóskemping és vitorláskikötő található.

## Története
A régészeti leletek tanúsága szerint területe már a történelem előtti időktől fogva lakott. Ezt bizonyítják Kaštijun ókori erődjének maradványai és a kis Pomer-szigeten előkerült cseréptöredékek. A közelében feküdt erődített település lakói cölöpökön nyugvó házakat építettek ide. Igazi betelepülése a római korban történt, amikor területe a gazdag Aranum család birtoka volt. Akkor a „Pomoerium” nevet viselte és területén melegvízű luxusfürdő, akvadukt, különböző villák és gazdasági épületek voltak. A római kor emlékei a Munat-foknál található római villa romjai és a szőlőprés maradványai Sveti Andriján. A régi feljegyzések szerint néhány szarkofágot is találtak itt. Késő ókori építmény a Biškupiján található 5. századi színes mozaikpadlós kora keresztény szakrális épületegyüttes is, mely azt igazolja, hogy ebben az időnben itt már jelentős hitélet folyt. A sveti ivani bencés kolostort 1115-ben említik „Iohannes monacus Sancti Iohannis de Medilino” alakban. A kolostor a 14. században pusztult el. Később ezt a helyet „Fontanelle di San Giovanni” (horvátul Izvori Sv. Ivana) néven említik arról az ivóvízforrásról, amely ma is megtalálható a tengerparton. Pomer területe a pólai püspökséghez tartozott, ezért szerepel 1149-ben azok között a helyek között, melyek Pólával együtt hűségesküt tettek Velencének. A velencei uralom a 18. század végéig tartott. A 14. és a 15. században súlyos járványok pusztították ki lakosságát. 1561-ben Bolognából érkezett, majd 1583-ban a török elől menekülő Zára környéki lakossággal telepítették be. A 19. század eleji rövid francia uralom után százéves osztrák uralom következett, mely a település fellendülésének időszaka volt.
A falunak 1857-ben 220, 1910-ben 628 lakosa volt. Az I. világháború következményei nagy politikai változásokat hoztak az Isztrián. 1920-tól 1943-ig az Isztriával együtt olasz uralom alá tartozott. Az olasz kapitulációt (1943. szeptember 8.) követően az Isztria német megszállás alá került, mely 1945-ig tartott. A háborút hosszas diplomáciai harc követte Jugoszlávia és Olaszország között az Isztria birtoklásáért. Az 1947-es párizsi békekonferencia Jugoszláviának ítélte, melynek következtében az olasz anyanyelvű lakosság Olaszországba menekült. 1991-óta a független Horvátországhoz tartozik. 2011-ben 467 lakosa volt. Lakói hagyományosan mezőgazdasággal (szőlő-, olajbogyó és zöldségtermesztés) és halászattal foglalkoztak. Ma már főként a turizmusból élnek és a közeli Pólára járnak dolgozni, ahol szintén a turizmus és a vendéglátás területén tevékenykednek.

## Lakosság
| Lakosság változása | Lakosság változása | Lakosság változása | Lakosság változása | Lakosság változása | Lakosság változása | Lakosság változása | Lakosság változása | Lakosság változása | Lakosság változása | Lakosság változása | Lakosság változása | Lakosság változása | Lakosság változása | Lakosság változása | Lakosság változása |
| ------------------ | ------------------ | ------------------ | ------------------ | ------------------ | ------------------ | ------------------ | ------------------ | ------------------ | ------------------ | ------------------ | ------------------ | ------------------ | ------------------ | ------------------ | ------------------ |
| 1857               | 1869               | 1880               | 1890               | 1900               | 1910               | 1921               | 1931               | 1948               | 1953               | 1961               | 1971               | 1981               | 1991               | 2001               | 2011               |
| 220                | 271                | 357                | 429                | 521                | 628                | 896                | 387                | 259                | 241                | 266                | 207                | 192                | 241                | 386                | 467                |

## Nevezetességei
- Sarlós Boldogasszony (Pohođenja Bl. Djevice Marije) tiszteletére szentelt plébániatemploma a 14. században épült, a 17. században (1632.) átépítették. Főoltárképe Mária látogatása Erzsébetnél J. Palma velencei mester alkotása a 17. század elejéről. A mellékoltáron álló fából faragott Mária-szobor a Veruda-szigeti mára megszűnt kolostorból került át ide.
- Szent Flóra tiszteletére szentelt temetőkápolnája[4] egyhajós, eredetileg román stílusú épület, félköríves apszissal. A 17. század végén átépítették. Apszisát belül három rétegben borítják freskók. A legrégebbi festés még az első, 4. századi román stílusú templomból, a legújabb a 15. század végéről (1480.) származik. Értékes volt még a fából faragott gótikus oltár Szent Flóra szobrával, melyet ma a Szent Foska templomban őriznek. Két harangja közül az egyiket 1484-ben, a másikat 1578-ban Milánóban öntötték.
- Szent Foska tiszteletére szentelt temploma egyhajós épület barokk oltárral és gótikus szoborral.
- A sveti ivani bencés kolostor romjai. Bizánci stílusú épület, színes mozaikpadló maradványaival.
- Sveti Andrija római és kora keresztény temető maradványai.
- Biškupija régészeti lelőhelye Pomertől északkeletre a part mentén található. Ezen a helyen egy középkori templom és egy kis bencés kolostor állt. Az egyház létezését a 12. század elejéről keltezett dokumentum említi. A templom egy mozaikpadlós 5. századi római kora keresztény szakrális épületegyüttes alapjaira épült. A felszínen egy szakrális épület két fala és az apszis egy része látható, a falakban pedig római rétegek találhatók. A mozaikpadló részben a föld felszínén látható. A hely az ókortól a 14. századig folyamatosan lakott volt.[5]
- Ókori termálfürdő és római villák romjai.
- A Kaštijun-hegyen (Monte Castion) egy őskori erődített hegyi település helyén található Kaštijun-erőd, egy osztrák-magyar erődítmény, amely Póla város védelmi rendszerének szerves része volt.[6] Az erőd, mely a 19. századi európai katonai erődépítészet értékes építészeti hagyományait képviseli 1881 és 1888 között épült a hagyományos építési technikával, finoman megmunkált kövekből. Az erőd egy alagsorból, a földszintből és platformból áll, védtöltésekkel és az ágyúk elhelyezésére szolgáló talapzatokkal és mellvédekkel. A védőárkot a sziklába vájták, a védtöltéseket pedig földből és kőből készítették. 1914-ben 17 ágyút, 8 géppuskát és 4 gépágyú volt a fegyverzete.

## Kultúra
- Pomerska noć (Pomeri este) hagyományos helyi fesztivál mulatsággal és gasztronómiai kínálattal (augusztus 14.)
- Komolyzenei koncert a plébániatemplomban (augusztus 11.)